# Прапор Синевира
Прапор Синевира – це офіційний художньо‑графічний символ місцевого самоврядування, що відображає історичні, культурні, соціально‑економічні особливості територіальної громади Синевира, звичаї, традиції та побут її народу.
Офіційний прапор Синевира затверджений рішенням Синевирської сільської ради Міжгірського району Закарпатської області від 18 листопада 2016 року № 4 "Про затвердження офіційної символіки територіальної громади Синевира".
Офіційним прапором територіальної громади Синевира є ескіз прапора авторства Івана Руснака із зображенням бокораша, який сплавляє ліс
Саме цей ескіз прапора громада визнала найкращим та обрала під час громадського голосування, що відбулося 23 жовтня 2016 року з нагоди святкування Дня Синевира (612 років).

## Опис
Прапор територіальної громади Синевира – це прямокутне полотнище, що складається з двох горизонтально розміщених рівновеликих смуг блакитного та темно синього кольорів, розділених хвилястою білою лінією, посередині якої зображено постать бокораша, який стоячи на дарабі держить опальчину (весло) та сплавляє ліс.
На верхній смузі блакитного кольору у лівому верхньому куті на червоному тлі зображено білий восьмигранний хрест.
На нижній смузі темно-синього кольору під дарабом зображені дві хвилі синього і білого кольорів, які уособлюють дві гірські річки – Тереблю та Чорну Ріку, що протікають у населеному пункті.
Співвідношення ширини до довжини прапора становить 2:3.